# پژووره (استان اوپوله)
پژووره (به لهستانی: Przywory) یک منطقهٔ مسکونی در لهستان است که در گمینا تارنوف اوپولسکی واقع شده‌است. پژووره ۱٬۱۷۴ نفر جمعیت دارد.